# 1618 Довн
1618 Довн (1618 Dawn) — астероїд головного поясу, відкритий 5 липня 1948 року.
Тіссеранів параметр щодо Юпітера — 3,296.